# کاکتوس پیرمرد
کاکتوس پیرمرد (نام علمی: Cephalocereus senilis) گونه‌ای کاکتوس می‌باشد. این گیاه بومی گوآناخوآتو و ایالت ایدالگو واقع در شرق مکزیک است. این گیاه در بین گیاهان خودرو (وحشی) مورد تهدید است.  این گونه حالت ستونی بلند با خوشه‌هایی از ساقه است که می‌تواند ۵ تا ۱۵ متر بلند شود، ساقه منحصر به فرد معمولاً بدون شاخه است و قادر به ایستادگی در برابر وزن شاخه‌های کناری نیز نمی‌باشد.
قابل توجه‌ترین خصوصیت آن موهای بلند و پرپشت سفید رنگ آن است که برای محافظت از آفتاب در خدمت گیاه است. پوشش موی این گیاه باعث می‌شود تقریباً مثل برف سفید به نظر برسد و همین امر موجب محبوبیت بیشتر آن شده و به کاکتوس پیرمرد مشهور شده‌است. در مرحله جوانی موهای این کاکتوس، به رنگ سفید مایل به نقره‌ای است.
کرک های مو مانند سفید این گیاه ، به بازتاب نور خورشید کمک می کنند. با توجه به اینکه این گیاه می تواند در شرایط بیابانی با رطوبت پایین، زنده بماند، این گیاه را در دسته گیاهان گزروفیت قرار می دهند.